# هاینز کریک
هاینز کریک (به انگلیسی: Hines Creek) یک منطقهٔ مسکونی در کانادا است که در آلبرتا واقع شده‌است. هاینز کریک ۳۴۶ نفر جمعیت دارد و ۶۵۵ متر بالاتر از سطح دریا واقع شده‌است.